# Classe Narval (Russie)
Pour les autres classes de navires du même nom, voir classe Narval.
La classe Narval était une classe de sous-marins de la marine impériale russe, trois bâtiments virent le jour :
- Narval : 1915
- Kit : 1915
- Kachalot : 1916

Les sous-marins furent construits selon le modèle américain Holland design 31A à Saint-Pétersbourg au chantier naval « Nevski » et assemblés à Nikolaïev (aujourd'hui Mykolaïv, en Ukraine). Pendant la Première Guerre mondiale les trois sous-marins coulèrent 8 navires marchands et 74 caboteurs.
Les trois sous-marins sont sabordés à Sébastopol en 1919 par les Anglais. Le Kit est renfloué en 1935.

## Source et bibliographie
- (en) Igor D Spassky et V P Semyonov, Submarines of the tsarist navy : a pictorial history, Annapolis, Md, Naval Institute Press, 1998, 94 p. (ISBN 978-1-557-50771-6)